# J.H. Laffertée
Jacobus Henricus Laffertée of J.H. Laffertée ('s-Hertogenbosch, 3 juni 1806 – aldaar, 17 januari 1889) was een Nederlands architect en hoogleraar.

## Leven en werk
Laffertée was een zoon van meester-timmerman Petrus Laffertée en Josephina Aerts. Hij trouwde met Carolina Wilhelmina Terwindt uit Pannerden en zij kregen vier kinderen.
Laffertée werd opgeleid aan de 'tekenschool' van de Koninklijke Academie in zijn geboorteplaats en vervolgde zijn studie in Antwerpen. Hij werd in 1832 benoemd tot hoogleraar architectuur aan de Bossche academie. Laffertée bezat een timmerfabriek met pakhuis en was onder meer actief als timmerman, bouwmeester en koopman in bouwmaterialen. Hij ontwierp diverse gebouwen in 's-Hertogenbosch en omgeving, waarvan een aantal bescherming geniet als rijksmonument. Een voorbeeld daarvan is het neogotische Zwanenbroedershuis (1846), waarin tegenwoordig een museum is gevestigd.

## Portfolio
- 1840 - Sint-Lambertuskerk, Udenhout
- 1842 - Sint-Pieterskerk, 's-Hertogenbosch, gesloopt 1983
- 1845 - Korenbeurs, 's-Hertogenbosch. Was van 1909 tot 1944 politiebureau, na 1945 gesloopt.
- 1846 - Zwanenbroedershuis, 's-Hertogenbosch
- 1851 - Waterstaatkerk, Besoyen, gesloopt 1927
- 1877 - Villa van Lutkie, Stratumsedijk 26 Eindhoven

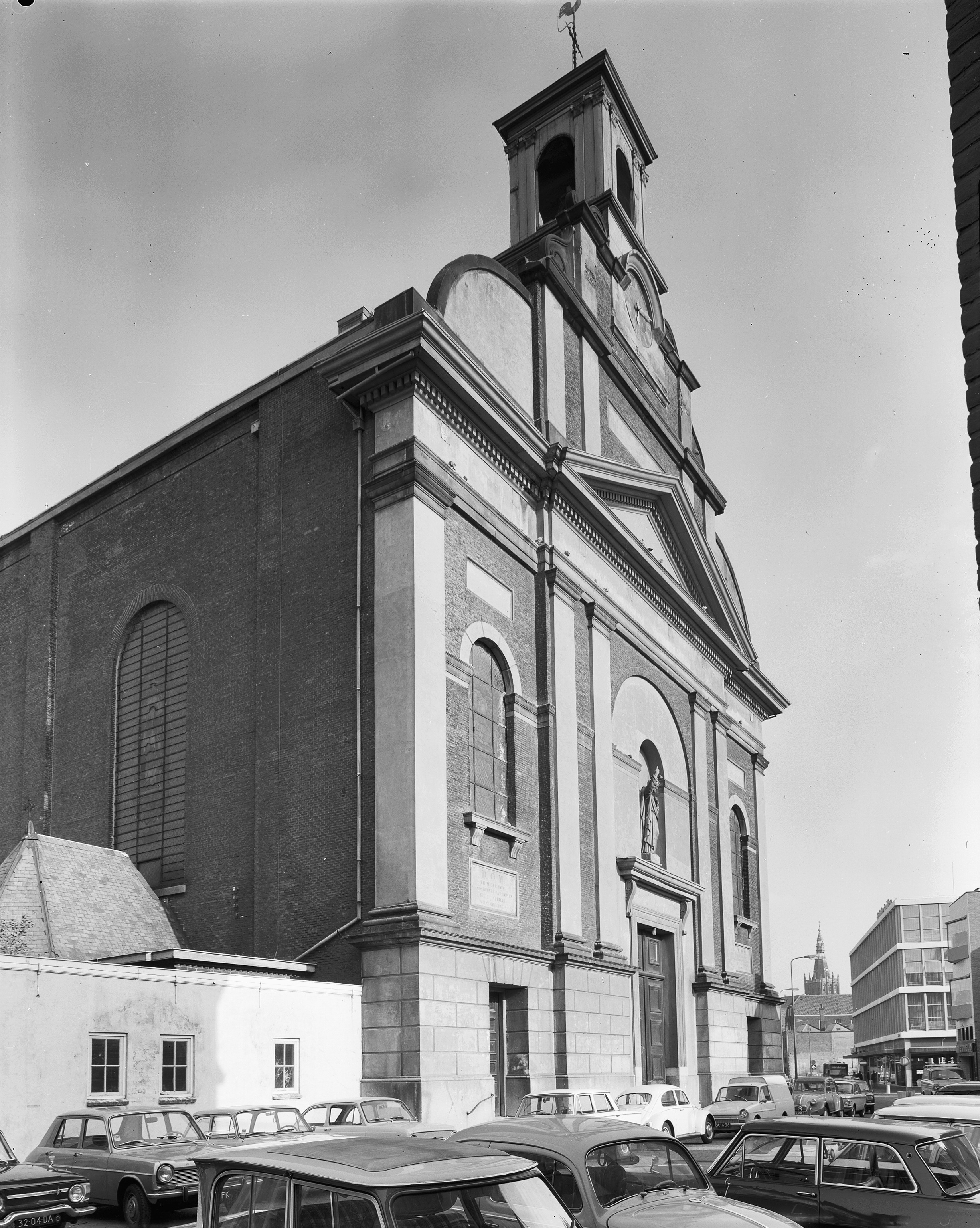
Sint-Pieterskerk
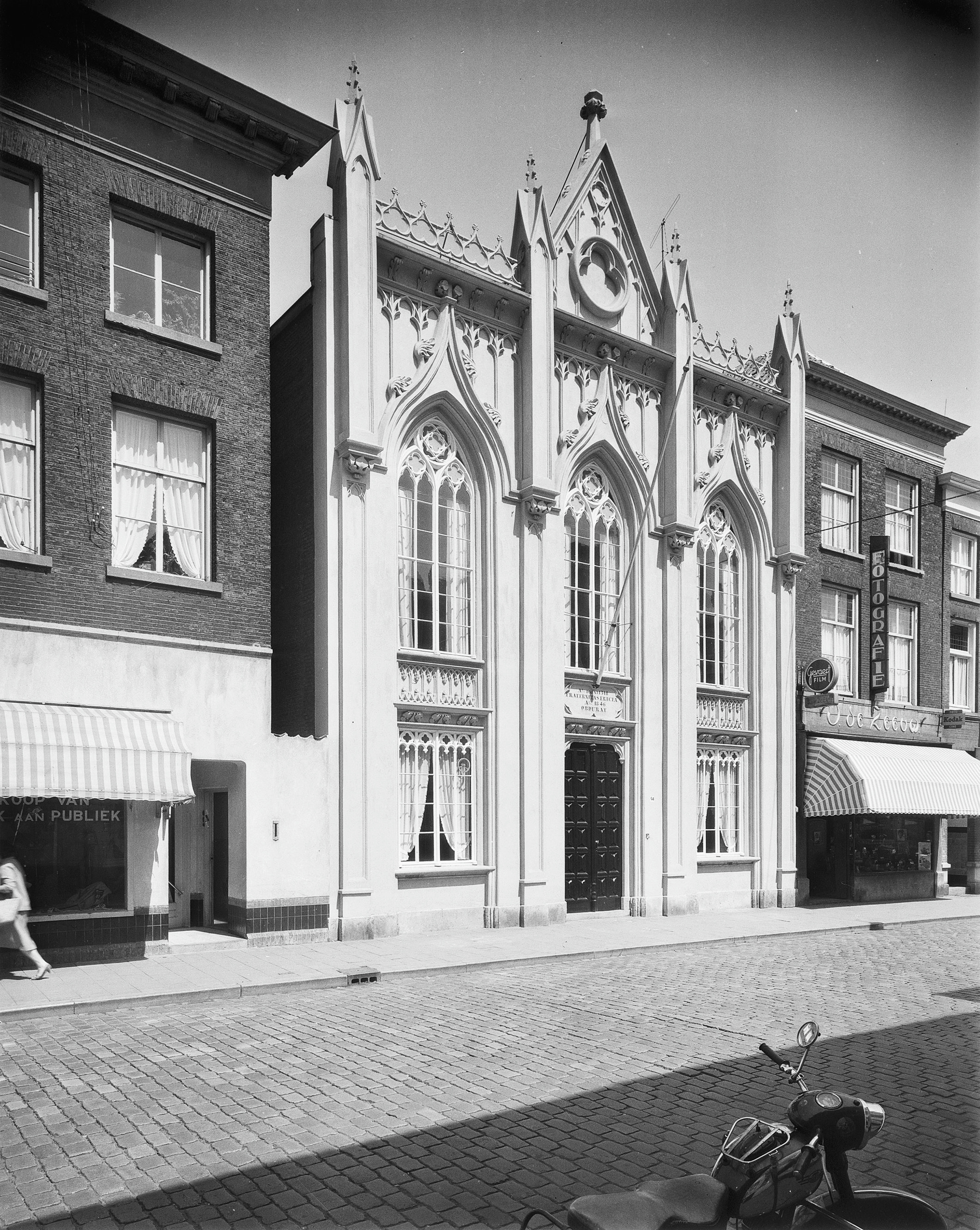
Het Zwanenbroedershuis
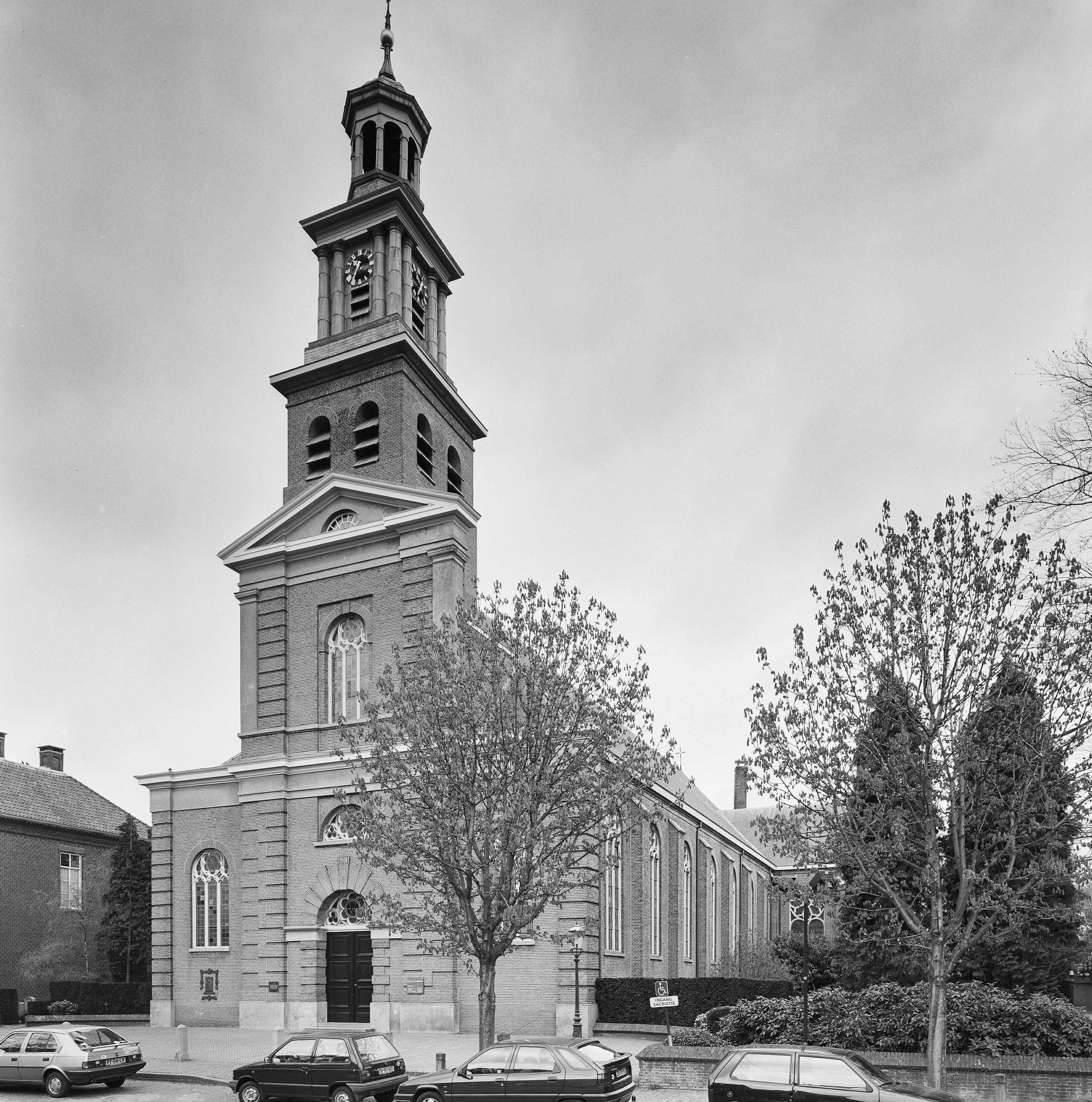
Sint-Lambertuskerk